# Leucocnemis osbcurella
Leucocnemis osbcurella är en fjärilsart som beskrevs av Barnes och Mcdunnough 1916. Leucocnemis osbcurella ingår i släktet Leucocnemis och familjen nattflyn. Inga underarter finns listade i Catalogue of Life.